# Abraham H. Unruh
Abraham H. Unruh (* 5. April 1878 in Temir-Bulat; † 15. Januar 1961 in Chilliwack) war ein mennonitischer Theologe.

## Leben
Ab 1920 lehrte Abraham Unruh an der neu gegründeten Bibelschule in Tschongraw Bibelstudien bis zur Schließung der Schule im Jahr 1924 durch sowjetische Behörden. Im Januar 1925 wanderte er nach Kanada aus. 1944 wurde er am Mennonite Brethren Bible College erster Präsident. Er trat nach einem Jahr als Präsident zurück, blieb aber 10 Jahre lang Professor für Bibelstudien.

## Schriften (Auswahl)
- Kurze Notizen über Gründung, Bestehen, Bedeutung und Schließung der Schule. Winkler 1928, OCLC 13074311.
- Die Geschichte der Mennoniten-Brüdergemeinde, 1860–1954. Winnipeg 1955, OCLC 29864457.
- Des Herrn Mahnung an die Gemeinden der Endzeit. Winnipeg 1956, OCLC 14229923.
- Kurzgefasste Einleitung in die heiligen Schriften Alten Testaments für Bibelschulen. Steinhagen 2008, ISBN 978-3-936894-50-9.